# Селезнёв, Олег Викторович
Олег Викторович Селезнёв (22 июля 1959 — 6 октября 2021, Краснодар, Россия) — начальник УФСБ России по Республике Адыгея (2009—2017), генерал-майор ФСБ. Сенатор Российской Федерации (2017—2021).

## Биография
В 1980 году окончил Новочеркасское высшее военное командное Краснознамённое училище связи (офицер с высшим военно-специальным образованием — инженер по эксплуатации средств радиосвязи).
До 2009 года занимал должность первого заместителя начальника УФСБ России по Краснодарскому краю, в 2009 году возглавил УФСБ России по Республике Адыгея, 4 июля 2017 года его сменил в этой должности Виктор Шаменков.
10 сентября 2017 года указом Главы Республики Адыгея Мурата Кумпилова наделён полномочиями члена Совета Федерации от исполнительных органов власти Адыгеи. Вошёл в Комитет Совета Федерации по международным делам.
6 октября 2021 года скончался в одном из ковидных госпиталей Краснодара.

## Награды
- Орден Красной Звезды (1987)
- Орден «За военные заслуги» (1999)
- Медаль «Слава Адыгеи» (9 января 2017) — за особые заслуги перед Республикой Адыгея